# Qualificazioni al campionato mondiale di calcio 2022
Le qualificazioni al campionato mondiale di calcio 2022 hanno determinato 31 delle 32 squadre partecipanti al torneo, cui si aggiunge il Qatar come nazione ospitante.

## Panoramica
Benché ammessa d'ufficio alla manifestazione, la Nazionale qatariota partecipa comunque alle eliminatorie poiché valide anche per l'accesso all'edizione 2023 della Coppa d'Asia. Tale circostanza si è già verificata in passato. Nel 1934 l'Italia – padrona di casa – dovette disputare un turno di qualificazione; nel 2009 il Sudafrica, pur ospitando i Mondiali 2010, dovette competere nella fase eliminatoria per la Coppa d'Africa.
A differenza delle precedenti edizioni, ogni confederazione organizza autonomamente il proprio sorteggio.

## Squadre qualificate
| Squadra qualificata Squadra non qualificata Squadra ritirata o sospesa Paese non membro FIFA |

| Nr | Nazionali      | Torneo di qualificazione                                     | Data di qualificazione | Numero partecipazioni fase finale | Ultima partecipazione fase finale | Fasi finali consecutive | Miglior risultato fase finale              |
| -- | -------------- | ------------------------------------------------------------ | ---------------------- | --------------------------------- | --------------------------------- | ----------------------- | ------------------------------------------ |
| 1  | Qatar          | Qualificata di diritto come paese ospitante                  | 2 dicembre 2010        | 0                                 | Esordiente                        | 0                       | –                                          |
| 2  | Germania       | 1ª classificata nel gruppo J di qualificazione               | 11 ottobre 2021        | 19                                | 2018                              | 17                      | Campione (1954, 1974, 1990, 2014)          |
| 3  | Danimarca      | 1ª classificata nel gruppo F di qualificazione               | 12 ottobre 2021        | 5                                 | 2018                              | 1                       | Quarti di finale (1998)                    |
| 4  | Brasile        | 1ª classificata nel gruppo di qualificazione                 | 11 novembre 2021       | 21                                | 2018                              | 21                      | Campione (1958, 1962, 1970, 1994, 2002)    |
| 5  | Francia        | 1ª classificata nel gruppo D di qualificazione               | 13 novembre 2021       | 15                                | 2018                              | 6                       | Campione (1998, 2018)                      |
| 6  | Belgio         | 1ª classificata nel gruppo E di qualificazione               | 13 novembre 2021       | 13                                | 2018                              | 2                       | Terzo posto (2018)                         |
| 7  | Croazia        | 1ª classificata nel gruppo H di qualificazione               | 14 novembre 2021       | 5                                 | 2018                              | 2                       | Secondo posto (2018)                       |
| 8  | Spagna         | 1ª classificata nel gruppo B di qualificazione               | 14 novembre 2021       | 15                                | 2018                              | 11                      | Campione (2010)                            |
| 9  | Serbia         | 1ª classificata nel gruppo A di qualificazione               | 14 novembre 2021       | 4                                 | 2018                              | 2                       | Ottavi di finale (1998)                    |
| 10 | Inghilterra    | 1ª classificata nel gruppo I di qualificazione               | 15 novembre 2021       | 15                                | 2018                              | 6                       | Campione (1966)                            |
| 11 | Svizzera       | 1ª classificata nel gruppo C di qualificazione               | 15 novembre 2021       | 11                                | 2018                              | 4                       | Quarti di finale (1934, 1938, 1954)        |
| 12 | Paesi Bassi    | 1ª classificata nel gruppo G di qualificazione               | 16 novembre 2021       | 10                                | 2014                              | 0                       | Secondo posto (1974, 1978, 2010)           |
| 13 | Argentina      | 2ª classificata nel gruppo di qualificazione                 | 16 novembre 2021       | 17                                | 2018                              | 12                      | Campione (1978, 1986, 2022)                |
| 14 | Iran           | 1ª classificata nel girone A di qualificazione               | 27 gennaio 2022        | 5                                 | 2018                              | 2                       | Primo turno (1978, 1998, 2006, 2014, 2018) |
| 15 | Corea del Sud  | 2ª classificata nel girone A di qualificazione               | 1º febbraio 2022       | 10                                | 2018                              | 9                       | Quarto posto (2002)                        |
| 16 | Giappone       | 2ª classificata nel girone B di qualificazione               | 24 marzo 2022          | 6                                 | 2018                              | 6                       | Ottavi di finale (2002, 2010, 2018)        |
| 17 | Arabia Saudita | 1ª classificata nel girone B di qualificazione               | 24 marzo 2022          | 5                                 | 2018                              | 1                       | Ottavi di finale (1994)                    |
| 18 | Ecuador        | 4ª classificata nel gruppo di qualificazione                 | 24 marzo 2022          | 3                                 | 2014                              | 0                       | Ottavi di finale (2006)                    |
| 19 | Uruguay        | 3ª classificata nel gruppo di qualificazione                 | 24 marzo 2022          | 13                                | 2018                              | 3                       | Campione (1930, 1950)                      |
| 20 | Canada         | 1ª classificata nel girone finale di qualificazione          | 27 marzo 2022          | 1                                 | 1986                              | 0                       | Primo turno (1986)                         |
| 21 | Ghana          | Vincitrice degli spareggi della terza fase di qualificazione | 29 marzo 2022          | 3                                 | 2014                              | 0                       | Quarti di finale (2010)                    |
| 22 | Senegal        | Vincitrice degli spareggi della terza fase di qualificazione | 29 marzo 2022          | 2                                 | 2018                              | 1                       | Quarti di finale (2002)                    |
| 23 | Portogallo     | Vincitrice percorso C del turno di spareggio                 | 29 marzo 2022          | 7                                 | 2018                              | 5                       | Terzo posto (1966)                         |
| 24 | Polonia        | Vincitrice percorso B del turno di spareggio                 | 29 marzo 2022          | 8                                 | 2018                              | 1                       | Terzo posto (1974, 1982)                   |
| 25 | Tunisia        | Vincitrice degli spareggi della terza fase di qualificazione | 29 marzo 2022          | 5                                 | 2018                              | 1                       | Primo turno (1978, 1998, 2002, 2006, 2018) |
| 26 | Marocco        | Vincitrice degli spareggi della terza fase di qualificazione | 29 marzo 2022          | 5                                 | 2018                              | 1                       | Ottavi di finale (1986)                    |
| 27 | Camerun        | Vincitrice degli spareggi della terza fase di qualificazione | 29 marzo 2022          | 7                                 | 2014                              | 0                       | Quarti di finale (1990)                    |
| 28 | Stati Uniti    | 3ª classificata nel girone finale di qualificazione          | 30 marzo 2022          | 10                                | 2014                              | 0                       | Terzo posto (1930)                         |
| 29 | Messico        | 2ª classificata nel girone finale di qualificazione          | 30 marzo 2022          | 16                                | 2018                              | 7                       | Quarti di finale (1970, 1986)              |
| 30 | Galles         | Vincitrice percorso A del turno di spareggio                 | 5 giugno 2022          | 1                                 | 1958                              | 0                       | Quarti di finale (1958)                    |
| 31 | Australia      | Vincitrice dello spareggio AFC-CONMEBOL                      | 13 giugno 2022         | 5                                 | 2018                              | 4                       | Ottavi di finale (2006)                    |
| 32 | Costa Rica     | Vincitrice dello spareggio CONCACAF-OFC                      | 14 giugno 2022         | 5                                 | 2018                              | 2                       | Quarti di finale (2014)                    |

## AFC
Le qualificazioni della federazione asiatica AFC, che decideranno le quattro squadre qualificate alla fase finale del mondiale e la squadra che deve affrontare il play-off intercontinentale per qualificarsi alla fase finale del mondiale, vedono iscritte 46 squadre nazionali. Le qualificazioni iniziarono il 6 giugno 2019 e si sono concluse a novembre 2021 e sono composte da quattro turni eliminatori:
- Prima fase preliminare: le dodici squadre con il peggior ranking continentale (dalla posizione 35 alla 46) si sono sfidate in sei confronti ad eliminazione diretta con partite di andata e ritorno e le vincitrici si sono qualificate alla fase successiva;
- Seconda fase preliminare: le sei squadre qualificate si aggiungeranno alle prime 34 squadre del ranking continentale, e le quaranta squadre totali saranno suddivise in otto gironi da cinque squadre ciascuno, con partite di andata e ritorno. Le squadre prime classificate di ciascuno degli otto gironi e le migliori quattro squadre seconde classificate si qualificheranno alla fase successiva;
- Terza fase: le dodici squadre vengono divise in due gruppi da 6 squadre ciascuno con partite di andata e ritorno. Le prime due di ogni girone si qualificano direttamente alla fase finale del Mondiale 2022, e le due terze vanno alla quarta fase.
- Quarta fase: le due terze classificate si sfidano nella quarta fase. La vincitrice affronta il play-off intercontinentale.

## CAF
La confederazione africana CAF ha annunciato il 10 luglio 2019 il formato utilizzato per la sua competizione di qualificazione alla Coppa del Mondo FIFA 2022, che vede sfidarsi un totale di 54 squadre nazionali. Le qualificazioni iniziarono il 4 settembre 2019 e si sono concluse il 18 novembre 2021 e sono composte da tre turni eliminatori:
Prima fase: 28 squadre (classificate 27-54) giocano in casa e fuori casa su due gare. I 14 vincitori avanzeranno alla seconda fase.
Seconda fase: 40 squadre (squadre classificate 1-26 e 14 vincitrici della prima fase) sono divise in 10 gironi all'italiana di quattro squadre ciascuno, con partite di andata e ritorno. I 10 vincitori del gruppo avanzano alla terza fase.
Terza fase: le 10 squadre che avanzate dalla seconda fase giocano in casa e fuori casa su due gare (le squadre col ranking più basso giocheranno la prima partita in casa). I cinque vincitori si qualificano per la Coppa del mondo.

## CONCACAF
Il 27 luglio 2020 la confederazione del Nord e Centro America CONCACAF ha annunciato un nuovo formato per le qualificazioni mondiali, che sostituisce quello approvato nel luglio 2019, a causa dello stravolgimento dei calendari causato dalla pandemia di COVID-19. Sempre per lo stesso motivo ha deciso di dare inizio alla prima fase a marzo 2021.
- Prima fase: Le trenta squadre posizionate a partire dal sesto posto, in base al ranking FIFA di luglio 2020, vengono suddivise in sei gironi da cinque squadre. Le sei squadre col miglior ranking sono teste di serie e non possono essere sorteggiate nello stesso girone. I gironi si disputano con partite di sola andata, due in casa e due in trasferta per ogni nazionale. Le sei prime classificate avanzano alla seconda fase.
- Seconda fase: Le sei vincitrici della prima fase si sfidano in un turno a eliminazione diretta con partite di andata e ritorno. Le tre vincitrici avanzano alla fase finale.
- Terza fase: Le tre vincitrici della seconda fase e le migliori cinque nazionali in base al ranking FIFA di luglio 2020 si sfidano in un girone con partite di andata e ritorno. Le prime tre classificate si qualificano direttamente al mondiale, mentre la quarta classificata disputa il play-off intercontinentale.

## CONMEBOL
Come avviene dalle qualificazioni a Francia 1998, le 10 squadre affiliate alla confederazione sudamericana CONMEBOL si sfidano in un girone unico con gare di andata e ritorno. Le prime quattro squadre si qualificano per la fase finale del campionato mondiale mentre la quinta classificata accede allo spareggio intercontinentale.

## OFC
Nel settembre 2021 la confederazione dell'Oceania OFC ha annunciato che il torneo di qualificazione si giocherà a marzo 2022 in Qatar, causa l'impossibilità di disputare il torneo nel proprio continente.
Il 29 novembre 2021 viene ufficializzato che le squadre partecipanti alle qualificazioni sono nove e si gioca prima uno spareggio tra le due ultime squadre nel ranking; la vincente si unisce alle altre sette squadre per disputare due gironi da quattro che qualificheranno le prime due. Le quattro squadre qualificate si sfideranno in semifinali e finale per determinare la nazionale ammessa allo spareggio intercontinentale. Considerato il poco tempo a disposizione per la disputa delle gare, sia le partite dei gironi sia quelle ad eliminazione diretta si giocheranno in gara unica in Qatar.

## UEFA

Logo del torneo di qualificazione UEFA per la Coppa del Mondo.

Dei 13 posti riservati alle squadre europee, rappresentate dalla UEFA, 10 sono andati alle vincitrici di altrettanti gironi di qualificazione, mentre per assegnare i restanti tre posti hanno avuto luogo degli spareggi (in due turni a eliminazione diretta in partita unica) tra le 10 seconde classificate e due formazioni dalla UEFA Nations League 2020-2021.
Il sorteggio per la composizione dei gruppi eliminatori è stato svolto il 7 dicembre 2020, dopo la fase a gironi della UEFA Nations League, mentre le gare si sono svolte tra il 24 marzo 2021 e il 5 giugno 2022.

## Interzona
Le qualificazioni interzonali consistono in due spareggi, per decidere le ultime due squadre a qualificarsi per i mondiali in Qatar.
Il 26 novembre 2021 la FIFA ha ufficializzato gli accoppiamenti degli spareggi, che prevedono queste sfide:
- AFC-CONMEBOL: Si sfidano la nazionale vincitrice dello spareggio della zona asiatica e la nazionale quinta classificata nel gruppo unico della zona sudamericana.
- CONCACAF-OFC: Si affrontano la nazionale quarta classificata nel gruppo unico della fase finale della zona nord-centroamericana e caraibica e la nazionale vincitrice della zona oceaniana.

Le partite degli spareggi si sono disputate nella finestra di giugno 2022.